# فرودگاه بریستول
فرودگاه بریستول (به انگلیسی: Bristol Airport) یک فرودگاه همگانی مسافربری با کد یاتا BRS است که یک باند فرود آسفالت دارد و طول باند آن ۲۰۱۱ متر است. این فرودگاه در شهر بریستول کشور انگلستان قرار دارد و در ارتفاع ۱۹۰ متری از سطح دریا واقع شده‌است.

## شرکت‌های هواپیمایی و مقصدهای پروازی
The following airlines operate scheduled and charter flights to and from Bristol Airport:
| شرکت‌های هواپیمایی                          | مقصدهای پروازی |
| ------------------------------------------ | --- |
| Aer Lingus Regional اجرا توسط استوبارت ایر | کرک، دوبلین |
| ایر اروپا                                  | فصلی: پالما د مایورکا |
| ایر مالتا                                  | فصلی: مالت |
| Aurigny                                    | گوئرنزی |
| آسترین ایرلاینز                            | فصلی: اینسبروک |
| بی‌اچ ایر                                   | فصلی: بورگاس، صوفیه |
| بی‌ام‌آی رجیونال                             | آبردین، دوسلدورف، فرانکفورت، هامبورگ، میلانو مالپنسا، مونیخ، شارل دوگل پاریس Seasonal کگلیاری-الماس چارتر فصلی: باستیا – پورتا، فیگاری ساد-کورسه، ورونا |
| بریتیش ایرویز اجرا توسط بی‌ای سیتی‌فلایر     | فصلی: پره‌تولا, ایبیزا, مالاگا, پالما د مایورکا |
| بروکسل ایرلاینز اجرا توسط بی‌ام‌آی رجیونال   | بروکسل |
| CityJet                                    | فصلی: اینسبروک |
| ایزی‌جت                                     | آلیکانته-الچه، اسخیپول آمستردام، آتن (آغاز از ۶ نوامبر ۲۰۱۷), بارسلونا-ال پرات، بازل-مولوز-فرایبورگ اروپا، بلفاست، برلین شونفلد، بیلبائو، بوردو–مریگناک، کپنهاگ، ادینبرو، فارو، فوئرته‌ونتورا، کریستیانو رونالدو، ژنو، جبل‌الطارق، گلاسگو، اینورنس، جزیره من، جان پل دوم کراکوف-بالیس، لانزاروته، لیسبون پورتلا، مادرید-باراخاس، مالاگا، مراکش-منارا (پایان در ۲۴ اکتبر ۲۰۱۷), مورسیا-سان یاویر, نیوکاسل، پالما د مایورکا، پافوس، شارل دوگل پاریس، گالیله، فرنسیسکو جسا کارنئیرو، پراگ رازیون، لئوناردو دا وینچی-فیومیچینو، استکهلم-آرلاندا (آغاز از ۳۰ اکتبر ۲۰۱۷), تنریف جنوبی، تولوز-بلانیاک، ونیز مارکو پولو، وین فصلی: میلاس-بودروم، کاتانیا-فونتاناروسا، سفلوونیا، کورفو، دالامان، دوبروونیک، گرن کناریا، گرنوبل-ایزره، هراکلین، ایبیزا، اینسبروک، لا روشل – ایل دو ر، لیون-سینت اگزوپری، منورکا، مارسی پروانس، نانت آتلانتیک، ناپل، نیس کوت دازور، اولبیا - کاستا اسمرالدا، پولا، کفلاویک، زالتسبورگ، اسپلیت، تورین کاسله، زاکینثوس |
| easyJet Switzerland                        | فصلی: ژنو |
| انتر ایر                                   | چارتر فصلی: صوفیه |
| فلای‌بی اجرا توسط بلو آیلندز                | جرزی |
| فری‌برد ایرلاینز                            | چارتر فصلی: آنتالیا، دالامان، میلاس-بودروم |
| جت۲.کام                                    | چارتر فصلی: شامبری ساووی، ورونا |
| کاال‌ام اجرا توسط کی‌ال‌ام سیتی‌هاپر           | اسخیپول آمستردام |
| میسترال ایر                                | فصلی: ورونا |
| Neos                                       | فصلی: ورونا |
| Powdair                                    | فصلی: سیون (آغاز از ۱۴ دسامبر ۲۰۱۷) |
| رایان‌ایر                                   | آلیکانته-الچه، اوریو آل سریو، هنری کواندا، بوداپست فرنک لیست، کلن بن (آغاز از ۲۹ اکتبر ۲۰۱۷)، دوبلین، فارو، گدایسک لخ والسا، گرن کناریا، کاناس، جان پل دوم کراکوف-بالیس، لانزاروته، مالاگا، مالت، پوزنان-لاویکا، تنریف جنوبی، ونیز مارکو پولو، وارساو مادلن، وروتسواف کوپرنیکوس فصلی: برژراک دردونژ پریگورد، بیزیرس کپ داگد، بلوونی گوگلیلمو مارکونی، کستلون-کوستا ازاهار، خانیا، جیرونا-کاستا براوا، ایبیزا، ایرلند غربی، لیموگس - بلگراد، پالما د مایورکا، رئوس، رزسزاوشو-جسینکا، والنسیا، زادر |
| Thomas Cook Airlines                       | لانزاروته، تنریف جنوبی فصلی: آلمریا، آنتالیا، کورفو، دالامان، فوئرته‌ونتورا، ژنو، گرن کناریا، هراکلین، ایبیزا، جزیره کوس، سفلوونیا، لارناکا، مالت، منورکا، پالما د مایورکا، پافوس (آغاز از ۴ مه ۲۰۱۸), ملی اکتیون (آغاز از ۶ مه ۲۰۱۸), رود، ملی جزیره اسکیاتوس، زاکینثوس |
| Thomson Airways                            | گرن کناریا، غردقه، لانزاروته، مالاگا، امیلکر کبرل، تنریف جنوبی فصلی: آلیکانته-الچه، آنتالیا، میلاس-بودروم، بورگاس، کانکون، کینتانا رو, کاتانیا-فونتاناروسا، سفلوونیا، خانیا، کورفو، دالامان، دوبروونیک، فوئرته‌ونتورا، جیرونا-کاستا براوا، هراکلین، ایبیزا، کیتیلا، جزیره کوس، لارناکا، مراکش-منارا، منورکا، ناپل، پالما د مایورکا، پافوس، اورلندو سنفورد, پونتا کانا (آغاز از ۵ آوریل ۲۰۱۸)، پولا، رئوس، رود، ملی سادورینی، صوفیه، تولوز-بلانیاک، زاکینثوس چارتر فصلی: شامبری ساووی، ژنو، زالتسبورگ، تورین کاسله |
| ویز ایر                                    | کاتوویتس، صوفیه، شوپن ورشو |
| واو ایر                                    | کفلاویک |